# Sally Sessions
Sally Sessions, née le 22 février 1923 et morte le 23 décembre 1966, est une golfeuse professionnelle dans les années 1940.
Sportive accomplie durant son adolescence, Sally Sessions décide de se consacrer exclusivement au golf à la fin des années 1930. Amateure, elle devient l'une des meilleures golfeuses américaines durant la Seconde Guerre mondiale et réussit de grandes performances après guerre telles sa seconde place à l'Open américain remportée par Betty Jameson ou sa victoire à l'Open du Mexique, toutes deux en 1947. Elle devient professionnelle en 1948 mais après quelques mois plus tard être atteinte d'une leucémie mettant un terme à sa carrière.
Malgré son retrait sportif, elle reste dans le monde du golf, prend part en 1950 à la création de la Ladies Professional Golf Association en tant que membre fondateur et trésorière, et développe la pratique du golf pour le compte de l'entreprise Wilson Sporting Goods.